# جک لی
جک لی (به انگلیسی: Jack Lee) بازیکن فوتبال زادهٔ ۴ نوامبر ۱۹۲۰ اهل انگلستان بود که سابقهٔ بازی در تیم ملی فوتبال انگلستان را در کارنامهٔ خود دارد. وی در تاریخ ۷ اکتبر ۱۹۵۰ تنها بازی ملی خود را در مقابل تیم ملی فوتبال ایرلند شمالی انجام داد.
این بازیکن توانسته در این بازی ملی، ۱ گل به ثمر برساند.